# Svijet glamura
«Svijet glamura» — студийный альбом группы Hladno pivo. Издан в 2011 году лейблом Menart Records.

## Об альбоме
Это первый студийный альбом группы Hladno pivo за четыре года после Knjiga žalbe 2007 года. Песни были написаны в районе национального парка Плитвицкие озёра в январе 2011 года, затем в феврале были записаны в студии RSL Production (Ново-Место, Словения) и прошли этап мастеринга в Cutting Room Studios, Стокгольм.
По словам фронтмена группы Миле Кекина, альбом испытал влияние творчества таких коллективов, как Foo Fighters и Gogol Bordello.
Первый сингл альбома «Ezoterija» был выпущен одновременно во всех шести бывших югославских республиках.

## Список композиций
1. «Svijet glamura» — 3:22
2. «Ima da te lajkam» — 3:18
3. «Fotoaparat» — 3:08
4. «Premali grad» — 3:37
5. «Evo mene na ručku» — 3:25
6. «Pravo ja» — 3:37
7. «Kirbaj i kotlovina» −3:41
8. «Može» — 3:39
9. «Lift» — 3:30
10. «Bilo koji broj» — 3:31
11. «Slobodni pad» — 3:30
12. «Ezoterija» — 4:31